# Случај породице Бошковић
Случај породице Бошковић је српска серија снимана током 2019. и 2020. године.

## Радња
Главни јунак ситкома је неуспешни глумац Гаврило Бошковић, ожењен Данијелом, која са 40 година одлучује да се врати на факултет. Живе са децом Велибором и Јованом у скромном изнајмљеном стану у Београду. Као и многи од нас, имају лудог станодавца Гуливера, откачену тетку Ољу и екстравагантну баку. 
Кроз мало успона и бескрајно много падова ове породице упознајемо свакодневицу и личности које су свуда око нас или, можда, баш ми.
Серију видимо кроз визуру Јоване која снима влог на тему своје породице, и открива нам њихово хармонично лудило на свој начин.
Све срећне породице су луде. Бошковићи су нормални на срећан начин.
Срећне породице су повремено и несрећне, и луде, и компликоване. Оно што их чини срећним јесте да су функционалне у својој дисфункцији. Бошковићи се воле, и то их чини срећним.

## Улоге
| Глумац                                   | Улога                      |
| ---------------------------------------- | -------------------------- |
| Радивоје Буквић                          | Гаврило Бошковић           |
| Наташа Марковић                          | Данијела Бошковић          |
| Ђорђе Кадијевић                          | Велибор Бошковић           |
| Силма Махмути                            | Јована Бошковић            |
| Бојан Димитријевић                       | Гуливер                    |
| Јелисавета Кораксић                      | Тетка Оља                  |
| Јелисавета Сека Саблић Светлана Бојковић | Бака Лола                  |
| Исидора Јанковић                         | Мирјана                    |
| Аница Добра                              | Данка                      |
| Зоран Цвијановић                         | Мики                       |
| Бранка Катић                             | тетка Анка                 |
| Феђа Стојановић                          | чика Дуле                  |
| Јелисавета Орашанин                      | Комшиница Цеца             |
| Миодраг Радоњић                          | Живорад                    |
| Милош Јездимировић                       | Марко                      |
| Нела Михаиловић                          | Рада                       |
| Александра Балмазовић                    | Антонија                   |
| Игор Ђорђевић                            | Марковић                   |
| Слободан Нинковић                        | Воја Латино                |
| Војин Ћетковић                           | Анђелко                    |
| Петар Бенчина                            | Кум Бошко                  |
| Тијана Чуровић                           | Гоца                       |
| Небојша Илић                             | Лазар                      |
| Нина Јанковић                            | Невенка, Јованина разредна |
| Јелена Ступљанин                         | Поштарка Живка             |
| Гордан Кичић                             | Шарло                      |
| Иван Заблаћански                         | Оги полицајац              |
| Борка Томовић                            | Милица Столица, новинарка  |
| Соња Живановић                           |                            |
| Хана Бештић                              | Олга                       |
| Милан Јовановић                          | Цецин муж                  |
| Јелена Тјапкин                           | Ева                        |
| Вељко Стевановић                         | Аки                        |
| Жељко Максимовић                         |                            |
| Иван Живковић                            | ловац                      |
| Рашко Миљковић                           | Шоне                       |
| Ненад Јездић                             | комшија Жмирић             |
| Јована Миловановић                       | Маја Жмирић                |
| Александар Срећковић                     | рођак Стевица              |
| Марина Ћосић                             | Тина                       |
| Бранко Цвејић                            |                            |
| Војин Ћетковић                           |                            |

## Епизоде
| Сезона | Сезона | Епизоде | Епизоде | Оригинално емитовање | Оригинално емитовање |
| Сезона | Сезона | Епизоде | Епизоде | Премијера            | Финале               |
| ------ | ------ | ------- | ------- | -------------------- | -------------------- |
|        | 1.     | 50      | 50      | 18. новембар 2020.   | 25. децембар 2020.   |
|        | 2.     | 34      | 34      | 29. јун 2021.        | 23. јул 2021.        |